# Storfossen (Geiranger)
Storfossen es una cascada y arroyo que cruza la localidad de Geiranger, perteneciente al municipio de Stranda, región Sunnmøre, Noruega. El área es muy popular entre los turistas por ser cabecera del fiordo de Geiranger.

## Características
La potente corriente de Storfossen está acompañada de un camino para los turistas con un desnivel de aprox. 35 m desde el hotel Union hasta el fiordo de Geiranger.
Storfossen-walkStorfossenFrom the harbor and tourist shops walk (southwest) to Geiranger camping. Here you see a sign waterfall walk (fossevandring). From here a pleasant and surprisingly (short) walk brings you up along Storfossen with the hotel and visitor centre as endpoint.

## Galería de imágenes

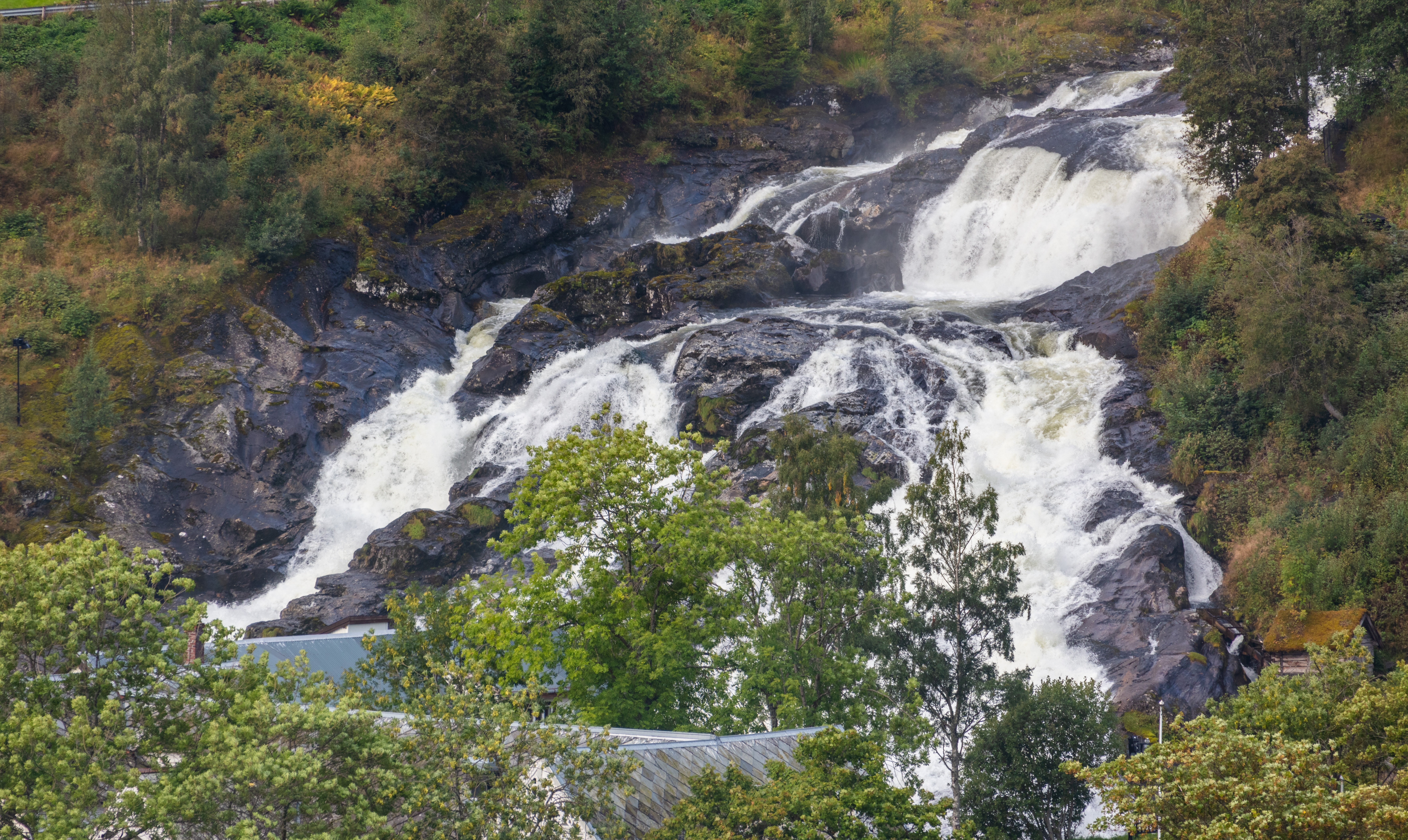
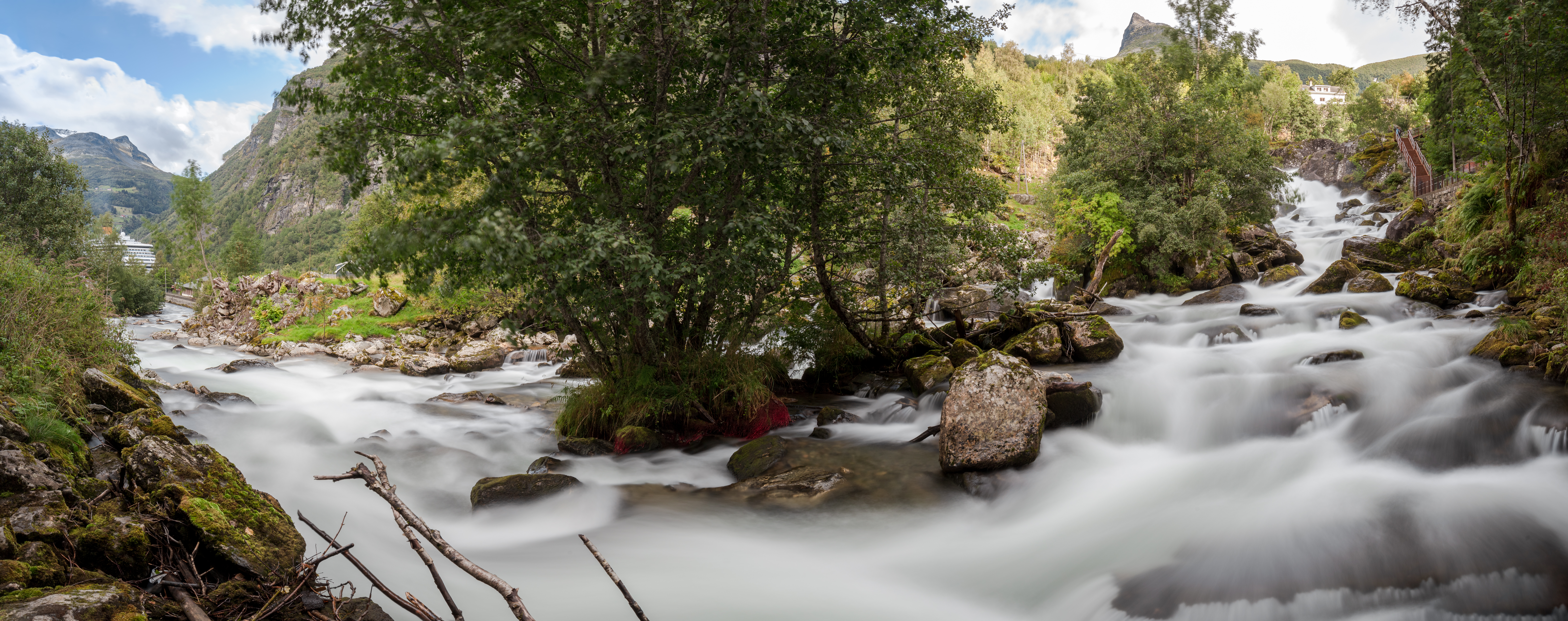
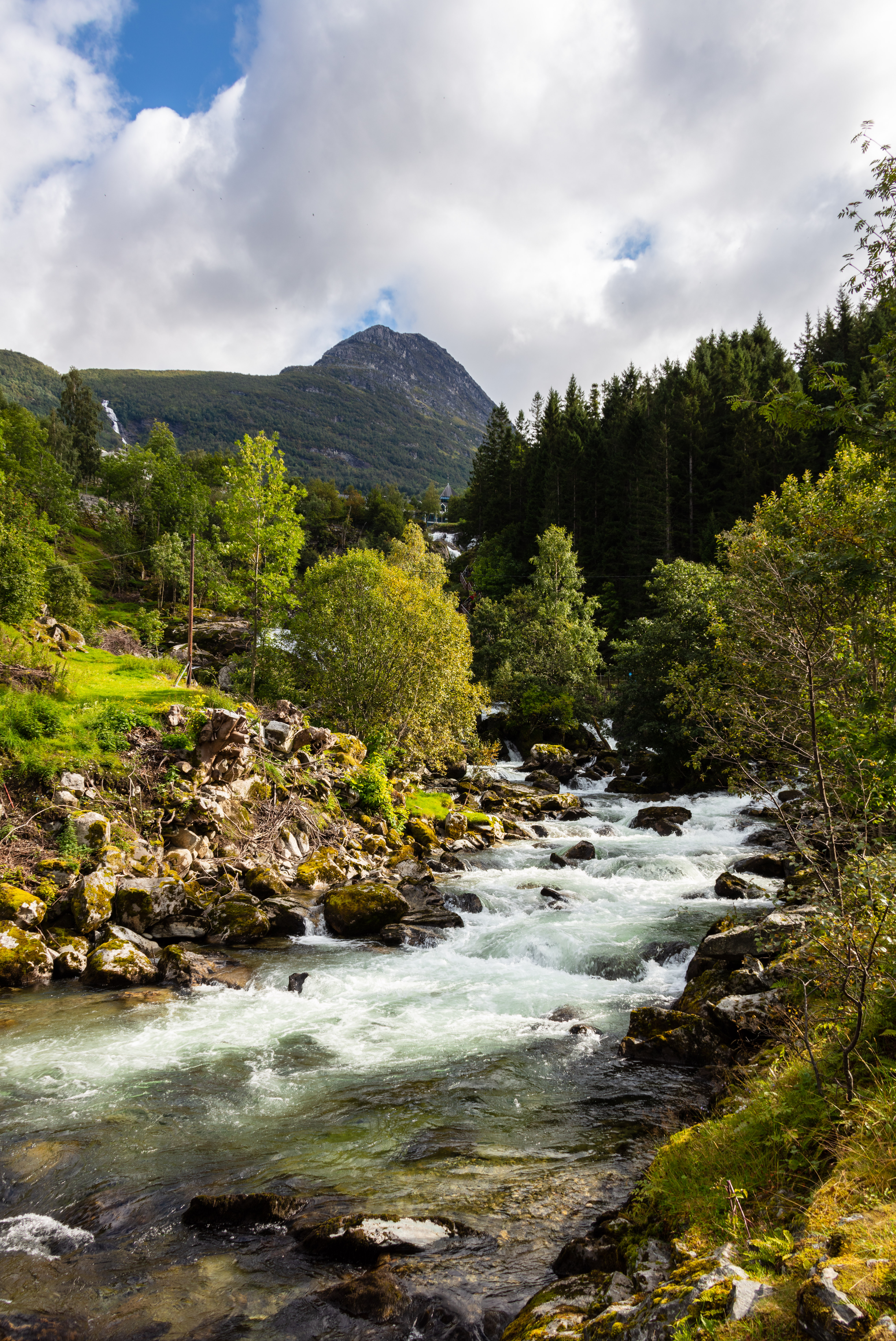
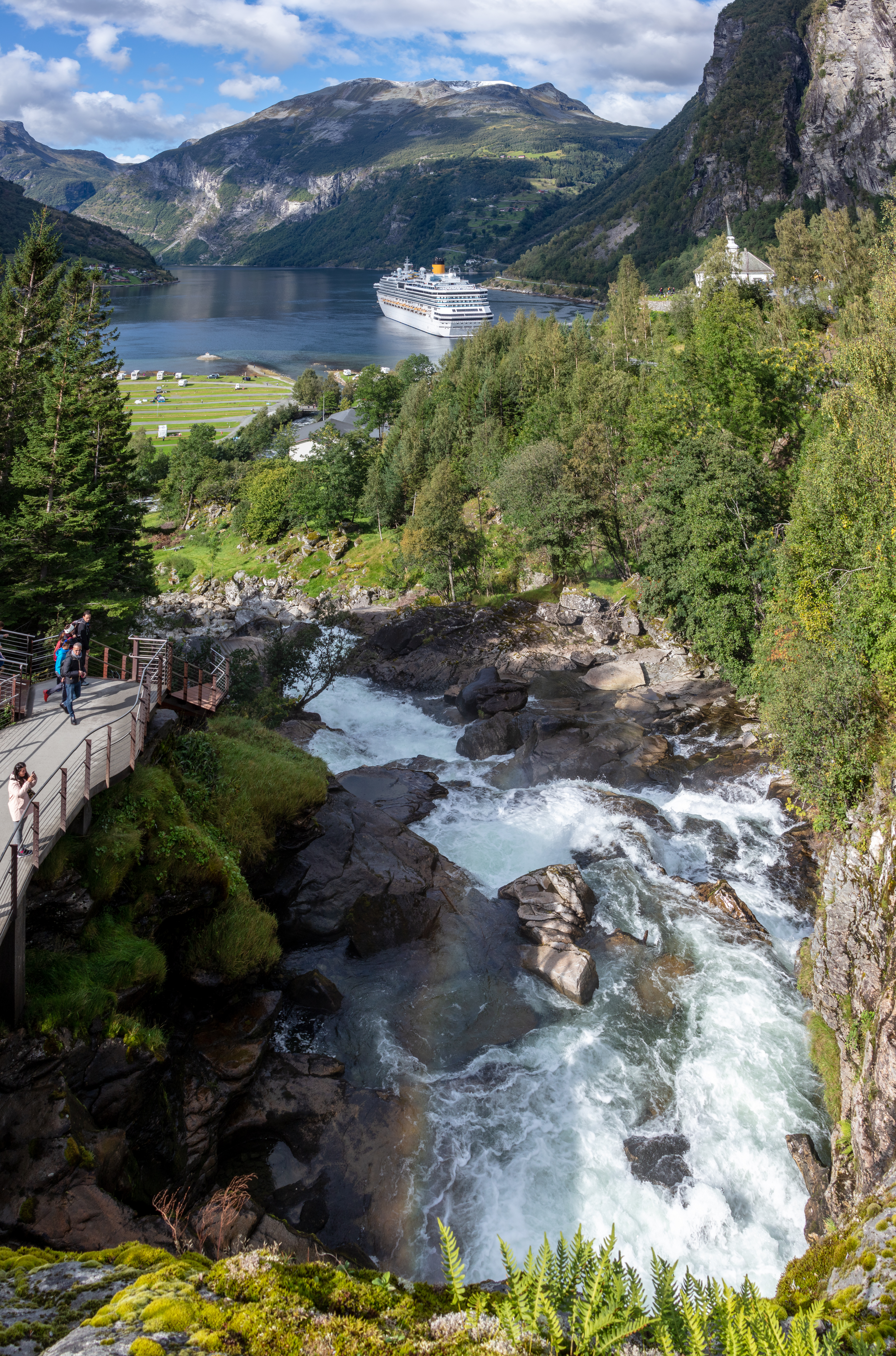
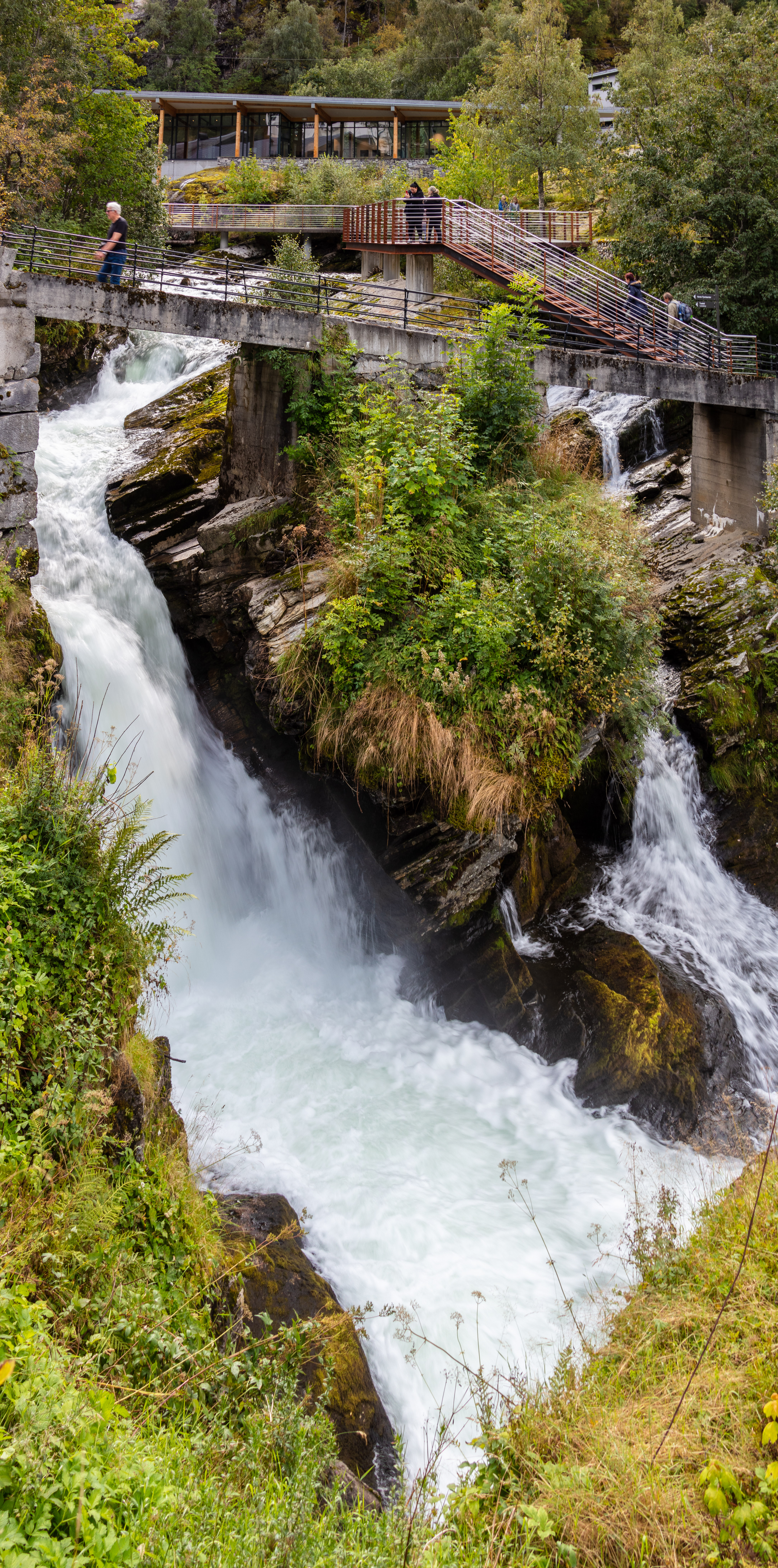